# Aeropuerto de La Palma
El Aeropuerto de La Palma (IATA: SPC, OACI: GCLA) es un aeropuerto español perteneciente a Aena situado en la isla de La Palma de categoría OACI 4-C y está clasificado como de tercera categoría por la DGAC. Está situado en los municipios de Villa de Mazo y Breña Baja. Posee una única pista de orientación norte-sur (18-36).
El aeropuerto mantiene múltiples conexiones diarias con las islas de Tenerife y Gran Canaria. También ofrece varias frecuencias semanales con Madrid y Barcelona, y con algunas ciudades europeas (principalmente de Alemania, Países Bajos y Reino Unido).
En el año 2020, este aeropuerto registró un total de 721 298 pasajeros, en las 13 692 operaciones llevadas a cabo, mientras que el tráfico de mercancías fue de 279 toneladas.

## Historia
El 24 de febrero de 1970 aterrizó el primer avión en el aeropuerto, un DC-3 del Ejército del Aire. El 3 de abril de 1970 se iniciaron los vuelos directos entre La Palma y Gran Canaria con aviones Fokker F-27.
La inauguración oficial se celebró el 15 de abril de 1970, cuando el Boletín Oficial del Estado publicó la disposición del Ministerio del Aire que autorizaba la apertura del nuevo aeropuerto y el cierre del anterior (el aeropuerto de Buenavista). Ese día, el primer vuelo a Tenerife operó desde el aeropuerto de Buenavista y el segundo lo hizo en el nuevo aeropuerto de La Palma dos horas después.
El aeropuerto heredó los códigos SPC y GCLA del antiguo aeropuerto de Buenavista, que quedó cerrado al tráfico civil y sólo recibió algún vuelo militar antes de ser clausurado definitivamente.

### Estadísticas
| Gráfica de evolución de Aeropuerto de La Palma entre 2006 y 2020 |
|                                                                  |
|                                                                  |

## Entorno

### Espacios naturales de interés
A unos 750 m del perímetro del aeropuerto, se encuentra el Lugar de Importancia Comunitaria (LIC) ES7020071 Montaña de la Centinela; algo más alejados se sitúa el LIC ES7020072 Montaña de la Breña y la ZEPA ES0000114 Cumbres y acantilados del norte de La Palma. A unos 3 km se encuentra además el área importante para las aves (IBA) 379 Monteverde de La Palma. Toda la isla de La Palma recibe la calificación de Reserva de la Biosfera, pero el aeropuerto se ubica en la zona de transición y, por tanto, fuera de las dos zonas más restrictivas en cuanto a usos (zona núcleo y zona tampón).

### Vegetación
La vegetación actual en la zona es producto de la interacción del clima, edafología, catástrofes naturales (erupciones volcánicas) y la acción antrópica, que a lo largo de los años han modificado la vegetación potencial del área. La actividad agrícola, tanto en secano como en regadío presenta una gran relevancia en la zona, destacando, como cultivos principales, el viñedo y las plataneras, la mayor producción de plátanos de España y Canarias (90%). La presencia de vegetación climatófila queda reducida a áreas dispersas, como es el caso del oeste del Sistema General Aeroportuario, donde se distinguen pequeñas zonas de bosque termófilo y una pequeña extensión en el norte de la cabecera 19 poblada por retama blanca.
En cuanto a especies endémicas en el entorno del aeropuerto se encuentran Euphorbia canariensis, Salvia canariensis y Anagyris latifolia.

### Fauna
En el ámbito del aeropuerto existen hábitats muy contrastados (medio marino, matorral y cultivos tropicales), lo que genera una amplia variedad de recursos y posibilita la coexistencia de una diversa, pero no excesivamente rica, comunidad de vertebrados en cuanto al número de especies se refiere, debido a los procesos biogeográficos y evolutivos asociados a la insularidad. En estudios de campo realizados se han detectado 54 especies de vertebrados (2 de anfibios, 2 de reptiles, 41 de aves y 8 de mamíferos).
Entre las especies animales inventariadas en el ámbito del aeropuerto destacan las siguientes: halcón tagarote, charrán común, paloma turqué, paloma rabiche, chova piquirroja o graja, murciélago montañero, nóctulo pequeño, murciélago de Madeira, murciélago orejudo canario y murciélago rabudo.

### Geología, geomorfología y edafología
Desde el punto de vista geológico, el aeropuerto de La Palma se localiza en la vertiente oriental de la denominada Dorsal de Cumbre Vieja, con morfología de cadena montañosa de orientación norte–sur. Los materiales sobre los que se asienta son lavas basálticas con intercalación de niveles piroclásticos.
En cuanto a los suelos, según la clasificación Soil Taxonomy, en el entorno de la actuación dominan fundamentalmente los antrosoles, suelos modificados por antropización. Además, parte del recinto aeroportuario se ubica sobre terreno ganado al mar.

### Hidrología e Hidrogeología
El aeropuerto de La Palma está situado en el área denominada Vertiente de Mazo, entre los barrancos de Amargavino y de San Blas. El primero de ellos tiene su desembocadura a unos 1400 m del límite septentrional del aeropuerto, mientras que el segundo, vierte sus aguas al mar a unos 350 m del límite meridional del aeropuerto. Además de estos cauces, en el resto de la zona las precipitaciones discurren hacia el mar directamente sobre la superficie rocosa en mantos de arroyada difusa. Estas zonas se originan debido a la juventud del terreno, no existiendo en la orografía ningún signo que indique el paso de agua. Este hecho se ve acentuado por la reciente formación y origen antrópico de los suelos.
Cabe mencionar, por último, los canales de Fuencaliente y del Estado, que, situados a una distancia de 4 y 2,5 km al oeste respectivamente de la zona de actuación, poseen un gran valor hidrológico, dada su función en el trasvase de aguas del norte al sur de la isla, atravesándola a lo largo de varios kilómetros en superficie, pasando posteriormente a constituir conducciones subterráneas.
Desde el punto de vista hidrogeológico, las inmediaciones del aeropuerto se sitúan entre tres masas de agua: acuífero de las vertientes, acuífero de dorsal sur y acuífero costero. El agua de estas masas no presenta condiciones favorables para su uso (ni agrícola ni para consumo humano), puesto que se encuentran contaminados por causas naturales (vulcanismo latente y salinización por intrusión marina), que se ven agravadas por influencia antrópica, fundamentalmente debida a la actividad agrícola.

### Medio marino
Los oleajes más frecuentes en la zona son los comprendidos entre el noreste y el noroeste. Los sectores más persistentes son el norte-noreste, con un 29% de frecuencia de presentación y el norte con un 25%. La distribución sectorial del oleaje es similar en las 4 estaciones del año, excepto en verano, donde apenas hay oleajes del norte-noroeste ni del noroeste. En cuanto a la energía del oleaje, los mayores temporales se producen en invierno y otoño.
En lo que respecta a la batimetría, la zona este de la escollera actual (cabecera 19) presenta un talud de pendiente muy pronunciada. A partir de la cota -30 m aparece una zona con predominio de rocas y arenas donde se acumula poco sedimento. Al norte del área, se distinguen tres taludes de pendientes menos abruptas, en las que predomina el sustrato rocoso. En la zona más profunda de la cara norte, existe un importante cúmulo de sedimentos arenosos.
De entre las comunidades animales y vegetales marinas existentes en la zona, destacan las planctónicas y nectobentónicas presentes en la zona de la RESA de extremo de pista 01.

### Patrimonio
Los únicos bienes patrimoniales presentes en el interior del Sistema General Aeroportuario son restos de antiguos pozos y eras en los que se salaban y secaban altramuces, localizados en la zona de ubicación de las balizas del sistema sencillo de aproximación de la cabecera 01; estos elementos están incluidos en el Patrimonio Arquitectónico y Etnográfico con nivel de protección ambiental en el PGO del municipio de Villa del Mazo.

## Pistas
El aeropuerto posee una única pista, que inicialmente tenía una longitud de 1700 m pero que posteriormente fue ampliada hasta los 2200 actuales gracias a una ampliación sobre el mar.
| Características físicas de la pista |                    |                 |                        |               |     |         |            |       |                        |
| Pista                               | Orientación        | Dimensiones (m) | THR PSN                | THR ELEV      | SWY | CWY     | Franja (m) | RESA  | RWY SFC PCN            |
| ----------------------------------- | ------------------ | --------------- | ---------------------- | ------------- | --- | ------- | ---------- | ----- | ---------------------- |
| 36                                  | 359.01°GEO 004°MAG | 2200x45         | 283702,54N 0174520,87  | 31,7 m 104 ft | No  | 112x150 | 2260x150   | 90x90 | Asfalto PCN 60/F/A/W/T |
| 18                                  | 179.01°GEO 186°MAG | 2110x45         | 283809,35N 0174519,57O | 20,3 m 67 ft  | No  | 150x150 | 2230x150   | 90x90 | Asfalto PCN 60/F/A/W/T |

| Distancias Declaradas |          |          |          |         |
| Pista                 | TORA (m) | TODA (m) | ASDA (m) | LDA (m) |
| --------------------- | -------- | -------- | -------- | ------- |
| 36                    | 2200     | 2312     | 2200     | 2058    |
| 18                    | 2110     | 2260     | 2110     | 2058    |

## Ampliación
En julio de 2011 el Aeropuerto de La Palma abre las puertas de su nueva terminal, tras siete años de obras enmarcadas en el denominado Plan Canarias de Infraestructuras Aeroportuarias, en la que se han destinado 229,9 millones de euros, la mayor inversión pública realizada en la isla.
El conjunto de acciones llevadas a cabo, que ha contado con la cofinanciación del Fondo Europeo de Desarrollo Regional de la Unión Europea FEDER, ha posibilitado la construcción no solo del nuevo edificio terminal, sino además del nuevo aparcamiento público, la nueva torre de control, los nuevos viales de acceso, el nuevo edificio del Servicio de Salvamento y Extinción de Incendios (SSEI), la instalación de un sistema de inspección y tratamiento de equipajes y la ampliación de la plataforma de estacionamiento de aeronaves y de la central eléctrica. 
La nueva estructura duplica la capacidad del aeródromo hasta los 3 millones de pasajeros anuales, 2800 viajeros en hora punta y 14 vuelos cada hora.
El nuevo edificio terminal, que consta de 9 plantas, se distribuye de la siguiente manera:
- Planta S3: Acceso a piscinas naturales.
- Planta S2: Aparcamiento público y de vehículos de alquiler.
- Planta S1: Aparcamiento de empleados, de vehículos de alquiler, almacenes, control de seguridad de mercancías y vestuarios de concesiones.
- Planta S0: Oficina de cobros de aparcamientos y vestuarios de agentes handling.
- Planta 0: Facturación, vestíbulo de facturación, recogida de equipajes, vestíbulo de llegadas, control de seguridad de acceso a plataforma, servicio médico, farmacia, oficinas de alquiler de coches, de equipajes perdidos y de venta de billetes, así como puntos de restauración y zona comercial.
- Planta 1: Oficinas de agentes handling y Fuerzas y Cuerpos de Seguridad del Estado.
- Planta 2: Controles de seguridad en salidas, puertas de embarque, zonas comerciales de lado tierra y lado aire.
- Planta 3: Oficinas de Aena.
- Planta 4: Equipo de ENAIRE y fanal de la torre de control.

En la actualidad el Aeropuerto de La Palma cuenta con una infraestructura aeroportuaria moderna y funcional, autosuficiente desde el punto de vista energético, ya que se autoabastece casi en un 90%, gracias a la energía solar y eólica que produce a través de sus paneles solares y aerogeneradores. El Aeropuerto es pionero en Europa en la utilización de energías renovables.

## Aerolíneas y destinos

### Destinos nacionales
| Ciudades            | Nombre del aeropuerto                            | Aerolíneas       | Aeronaves | Frecuencias semanales |        |
| España              | España                                           | España           | España    | España                | España |
| ------------------- | ------------------------------------------------ | ---------------- | --------- | --------------------- | ------ |
| Canarias            |                                                  |                  |           |                       |        |
| Fuerteventura       | Aeropuerto de Fuerteventura                      | Binter           | ATR-72    |                       |        |
| Gran Canaria        | Aeropuerto de Gran Canaria                       | Binter Canaryfly | ATR-72    |                       |        |
| Lanzarote           | Aeropuerto César Manrique-Lanzarote              | Binter           | ATR-72    |                       |        |
| Tenerife            | Aeropuerto de Tenerife Norte-Ciudad de La Laguna | Binter Canaryfly | ATR-72    |                       |        |
| Tenerife            | Aeropuerto de Tenerife Sur                       | Binter           | ATR-72    |                       |        |
| Cataluña            |                                                  |                  |           |                       |        |
| Barcelona           | Aeropuerto Josep Tarradellas Barcelona-El Prat   | Vueling          | A320      |                       |        |
| Comunidad de Madrid |                                                  |                  |           |                       |        |
| Madrid              | Aeropuerto Adolfo Suárez Madrid-Barajas          | Iberia Express   | A320      |                       |        |

### Destinos internacionales
| Ciudades por países            | Nombre del aeropuerto                    | Aerolíneas                                              | Aeronaves | Frecuencias semanales |        |
| Europa                         | Europa                                   | Europa                                                  | Europa    | Europa                | Europa |
| ------------------------------ | ---------------------------------------- | ------------------------------------------------------- | --------- | --------------------- | ------ |
| Alemania                       |                                          |                                                         |           |                       |        |
| Berlín                         | Aeropuerto de Berlín-Brandeburgo         | EasyJet Europe (inicia el 29 de octubre de 2025)        | A320      |                       |        |
| Colonia                        | Aeropuerto de Colonia/Bonn               | Eurowings (Estacional)                                  | A320      |                       |        |
| Düsseldorf                     | Aeropuerto de Düsseldorf                 | Condor                                                  | A320      |                       |        |
| Fráncfort del Meno             | Aeropuerto de Fráncfort del Meno         | Condor Discover Airlines                                | A320      |                       |        |
| Hamburgo                       | Aeropuerto de Hamburgo                   | Eurowings (Estacional)                                  | A320      |                       |        |
| Hannover                       | Aeropuerto de Hannover                   | Condor (Estacional)                                     | A320      |                       |        |
| Múnich                         | Aeropuerto de Múnich-Franz Josef Strauss | Condor Discover Airlines (Inicia 26 de octubre de 2025) | A320      |                       |        |
| Stuttgart                      | Aeropuerto de Stuttgart                  | Eurowings (Estacional)                                  | A320      |                       |        |
| Bélgica                        |                                          |                                                         |           |                       |        |
| Bruselas                       | Aeropuerto de Bruselas-National          | TUI fly Belgium                                         | B737      |                       |        |
| Países Bajos                   |                                          |                                                         |           |                       |        |
| Ámsterdam                      | Aeropuerto de Ámsterdam-Schiphol         | Transavia TUI Airlines Nederland (Estacional)           | B737      |                       |        |
| Eindhoven                      | Aeropuerto de Eindhoven                  | TUI Airlines Nederland (Estacional)                     | B737      |                       |        |
| Polonia                        |                                          |                                                         |           |                       |        |
| Katowice                       | Aeropuerto de Katowice                   | Enter Air                                               | B737      |                       |        |
| Reino Unido                    |                                          |                                                         |           |                       |        |
| Londres                        |                                          |                                                         |           |                       |        |
| Aeropuerto de Londres-Gatwick  | TUI Airways                              | B737                                                    |           |                       |        |
| Aeropuerto de Londres-Stansted | Jet2.com (Inicia 26 de octubre 2026)     | B737                                                    |           |                       |        |
| Mánchester                     | Aeropuerto de Mánchester                 | Jet2.com (Inicia 3 de abril 2026) TUI Airways           | B737      |                       |        |
| República Checa                |                                          |                                                         |           |                       |        |
| Praga                          | Aeropuerto de Praga-Václav Havel         | Smartwings                                              |           |                       |        |
| Suiza                          |                                          |                                                         |           |                       |        |
| Zúrich                         | Aeropuerto de Zúrich                     | Edelweiss Air (Estacional)                              | A320-214  |                       |        |
| Suiza Francia Alemania         |                                          |                                                         |           |                       |        |
| Basilea/Mulhouse/Friburgo      | Aeropuerto de Basilea-Mulhouse-Friburgo  | EasyJet Switzerland (Inicia 11 de noviembre de 2025)    | A320      |                       |        |

## Compañías de alquiler de coches
En el Aeropuerto de La Palma operan varias compañías de coches autorizadas por AENA. Dichas compañías son Cicar, Europcar, Hertz, Avis y TopCar. Todas estas compañías se encuentran en el vestíbulo de llegada, en la planta 0 del aeropuerto. 
* Actualizado a junio de 2024.